# Partido Socialista Operário e Camponês (França)
O Partido Socialista Operário e Camponês (Parti socialiste ouvrier et paysan, PSOP) foi um partido político francês fundado em 1938 por dissidentes da Seção Francesa da Internacional Operária (SFIO) agrupados em torno da fração Esquerda Revolucionária (Gauche Révolutionnaire). Foi dissolvido 1940 pelo Governo de Vichy.
Liderado por Marceau Pivert, o PSOP reuniu a elementos socialistas dissidentes da SFIO, entre eles trotskistas e luxemburguistas. A nivel internacional, se aderiu ao chamado Bureal de Londres (Centro Marxista Revolucionário Internacional).
Chegou a contar com 10.000 militantes, mas seu desenvolvimento foi tolhido pela concorrência tanto da  SFIO como do Partido Comunista Francês (PCF). Seu órgão de imprensa era o jornal Juin 36, e sua juventude se agrupava na  Juventude Socialista Operária e Camponesa (Jeunesse socialiste ouvrière et paysanne, JSOP).
Depois de sua dissolução decretada pelo regime do marechal Pétain, os militantes do PSOP entraram majoritariamente nas fileiras da Resistência francesa. Depois da libertação da França alguns setores queriam refundar o PSOP. mas a maior parte de sus militantes optaram por ingressar na SFIO ou no PCF.